# Пираньевые
Пираньевые (лат. Serrasalmidae) — семейство пресноводных лучепёрых рыб из отряда харацинообразных, обитающих в водоёмах Южной Америки. Отличаются мощными челюстями.

## Название
Название семейства происходит из языка индейцев тупи и буквально означает «зубастая рыба».

## Описание
Пираньевые достигают общей длины до 108 см и массы до 40 кг (бурый паку).

### Особенности строения и питания
Строение нижней челюсти и зубов позволяет пиранье вырывать из добычи крупные куски мяса. Зубы у пираний имеют вид треугольника высотой 4—5 мм и расположены так, что зубы верхней челюсти ровно входят в пазы между зубами нижней челюсти. Челюсти действуют двумя способами: при смыкании челюстей мясо отрезается как бритвой острыми зубами, при смещении сомкнутых челюстей в горизонтальном направлении рыбы могут откусывать более плотные ткани — жилы и даже кости. Взрослая пиранья может перекусить палку или человеческий палец.
Высокая сила укуса определяется особым строением челюстей. У пираний имеется мощный комплекс мышц, которые приводят нижнюю челюсть к верхней. При этом толстое сухожилие, образованное приводящими мышцами, соединяется с зубной костью относительно короткой нижней челюсти близко к её переднему краю. Образованный таким образом рычаг позволяет развивать высокое давление даже при укусе передними зубами.
Пищевые предпочтения пираньевых проявляются в строении их зубов. Компьютерное моделирование укуса с использованием метода конечных элементов показало специфическое распределение напряжения внутри зуба. У плотоядных видов, например Serrasalmus rhombeus или Pygocentrus nattereri, напряжение концентрируется широким кольцом в середине и на острие пилообразного зуба, что сопряжено с высоким давлением на режущей кромке, тогда как у преимущественно растительноядных видов Piaractus brachypomus или Colossoma macropomum напряжение в тупоконечных зубах распределяется относительно равномерно. В первом случае появляется возможность легко откусывать мягкие ткани, однако страдает прочность на раскусывание твёрдых объектов, тогда как во втором случае особи легко размельчают твёрдую пищу.

«Прожорливость пираний, которых называют речными гиенами, превосходит всякое вероятие, они нападают на всякое животное, которое появится в их области, даже на рыб, превосходящих их в 10 раз по величине. …Очень часто крокодил обращается в бегство перед дикой стаей этих рыб, причём переворачивается брюхом вверх. Хищность их доходит до того, что рыбы эти не щадят даже своих раненых товарищей. …Зубы пираньи очень остры и крепки: палка из твёрдого дерева моментально ломается этой рыбой, даже толстые удильные крючки не могут устоять против силы их зубов».
— Альфред Брэм, «Жизнь животных»
Естественными врагами пираний являются амазонский дельфин иния и чёрный кайман, питающиеся, в том числе, и пираньями.

### Звуки
Пираньи способны издавать различные звуки. Так, будучи извлечёнными из воды, они начинают «гавкать», во время драк за еду они издают низкие, похожие на удар барабана звуки. В других случаях, например, когда одна рыба подплывает слишком близко к другой, они могут каркать.

## Разведение
Небольшие пираньи являются распространённой стайной аквариумной рыбкой, которую не очень сложно разводить в домашних условиях. Наиболее известны виды:
- Обыкновенная пиранья (Pygocentrus nattereri Kner, 1858) (имеет около 10 различных названий)
- Стройная пиранья (Serrasalmus elongatus Kner, 1858)
- Карликовая пиранья (Serrasalmus hollandi Eigenmann, 1915)
- Флаговая пиранья (Catoprion mento (Cuvier, 1819))
- Красный паку (Piaractus brachypomus (Cuvier, 1818)) (травоядная пиранья)
- Лунный метиннис (Metynnis luna Соре, 1878)
- Обыкновенный метиннис (Metynnis hypsauchen (Müller et Troschel, 1844))
- Красноплавничный милей (Myleus rubripinnis (Müller et Troschel, 1844))

Пираньи легко адаптируются к внешним условиям. По сообщению РИА Новости, в 2008 году польские рыбаки выловили пиранью из Вислы. По словам директора польского зоопарка, пираньи способны преодолевать расстояние между Краковом и Варшавой.
В июле 2010 года небольшая пиранья была выловлена в Белоярском водохранилище (Свердловская обл.)
Белорусское ИА «Могилёвские ведомости» в июне 2013 года опубликовало фотографию с сообщением о том, что в Климовичском районе Могилёвской области в заболоченном водоёме близ деревни Лобжи местным рыбаком была выловлена пиранья весом 650 г.

## Классификация и систематика
Семейство пираньевых насчитывает 16 современных родов.
- Acnodon Eigenmann, 1903 — 3 вида
- Colossoma Eigenmann et Kennedy, 1903 — 1 вид
- Catoprion Müller et Troschel, 1844 — 1 вид
- † Megapiranha Cione et al., 2009 — 1 ископаемый вид
- Metynnis Cope, 1878 — 14 видов
- Mylesinus Cuvier et Valenciennes, 1849 — 3 вида
- Myleus Müller et Troschel, 1844 — 15 видов
- Myloplus Gill, 1896 — 15 видов
- Mylossoma Eigenmann et Kennedy, 1903 — 3 вида
- Ossubtus Jégu, 1992 — 1 вид
- Piaractus Eigenmann, 1903 — 2 вида
- Pristobrycon Eigenmann, 1915 — 5 видов
- Pygocentrus Müller et Troschel, 1844 — 4 вида
- Pygopristis — 1 вид
- Serrasalmus Lacepède, 1803 — 31 вид
- Tometes Cuvier et Valenciennes, 1849 — 6 видов
- Utiaritichthys Miranda Ribeiro, 1937 — 3 вид

Систематическое положение и классификация семейства является нестабильной. Большинством учёных пираньевые признаются монофилетической группой. Одними систематиками они рассматриваются как подсемейство в составе семейства харациновых. Другие признают их самостоятельным семейством. Семейство Serrasalmidae разделяют на подсемейства Myleinae, включающее растительноядных представителей, Serrasalminae, к которому относят хищных пираньевых, и Catoprioninae с родом Catoprion. В 2020 году группой учёных было описано подсемейство Colossominae, в которое были включены роды Colossoma, Mylossoma и Piaractus. А род Catoprion отнесен к подсемейству Serrasalminae.

## Палеонтология
Самые древние окаменелости, связанные с семейством Serrasalmidae, представляют собой отдельные зубы, найденные в Боливии и датированные 73—60 млн лет назад. Принадлежность этих зубов к пираньевым дискутируется. Первые достоверно идентифицированные зубы пираний относятся к отложениям возрастом около 38 млн лет назад. В отложениях миоценового возраста в Аргентине был обнаружен вид Megapiranha paranensis.

## Пираньи в кино
Способность пираний в считанные минуты съесть крупное животное послужила поводом для использования образа гигантских пираний в фильмах ужасов. Так, в 1978 году режиссёром Джо Данте был снят фильм «Пиранья», в 1981 году режиссёром Джеймсом Кэмероном было снято продолжение — «Пиранья 2: Нерест». В 1995 году снова был снят фильм «Пиранья» о пираньях-мутантах, на этот раз режиссёром Скоттом Филлипом Ливай. В 2010 году снова был снят фильм «Пираньи» режиссёром Александр Ажа, в формате 3D.